# برج بایوکه
برج بایوکه، (به انگلیسی: Baiyoke Tower) آسمان‌خراش ۸۵ طبقه به ارتفاع ۳۲۸ متر، با کاربری هتل است، که در شهر بانکوک، تایلند مستقر می‌باشد. پروژه ساخت این ساختمان در سال ۱۹۹۰ آغاز شد و در سال ۱۹۹۷ تکمیل و افتتاح گردید.

## نگارخانه

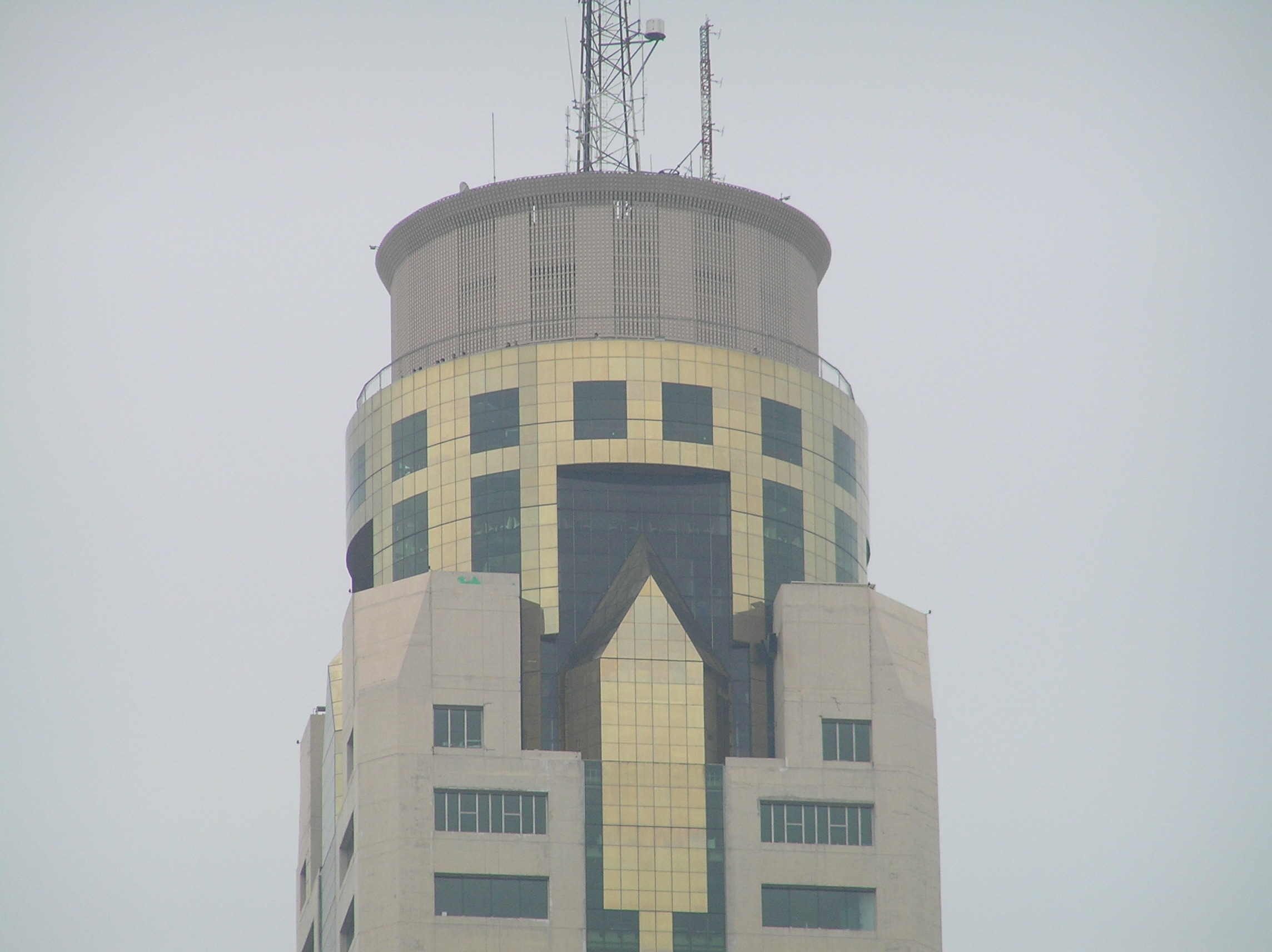
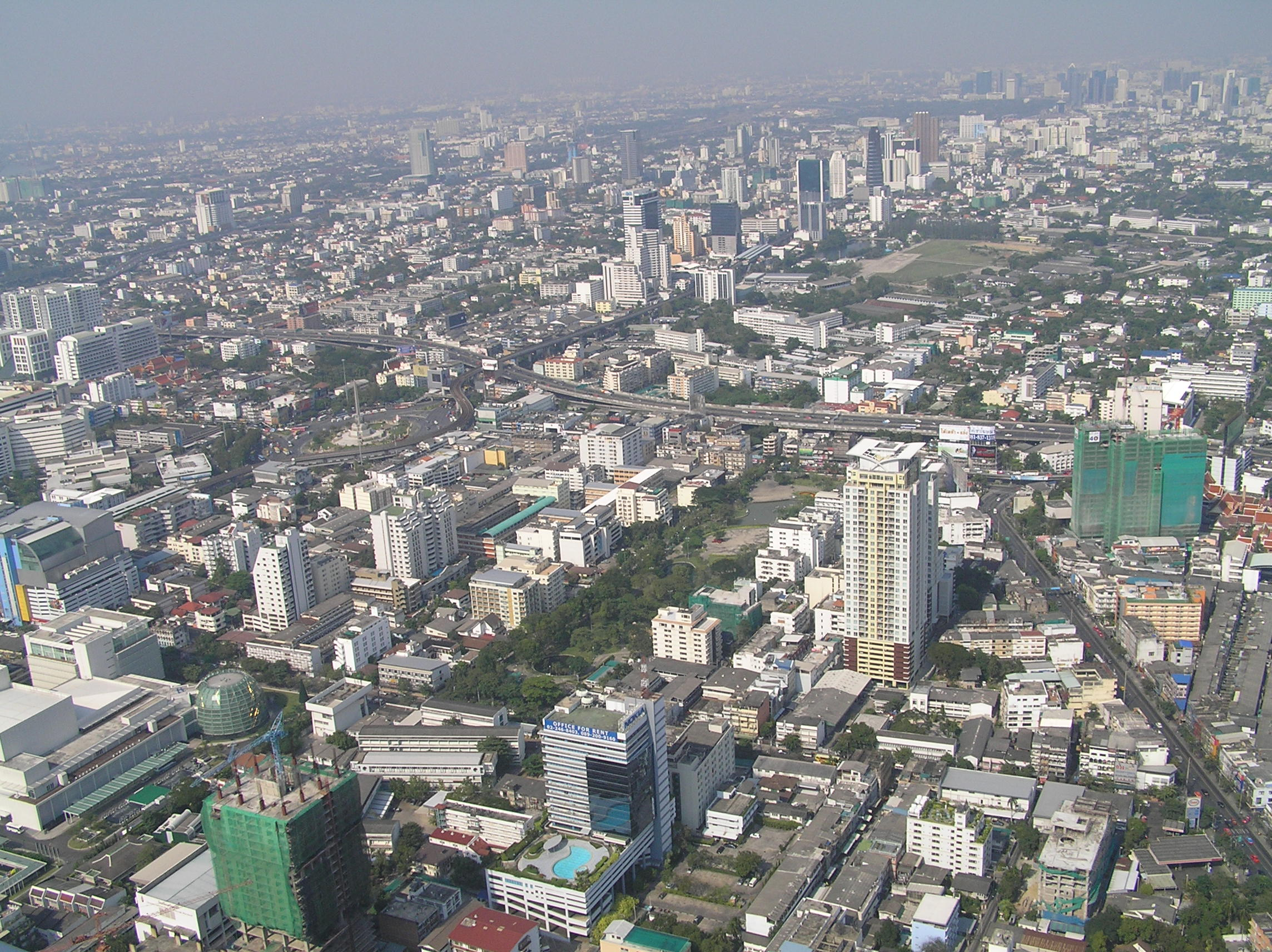
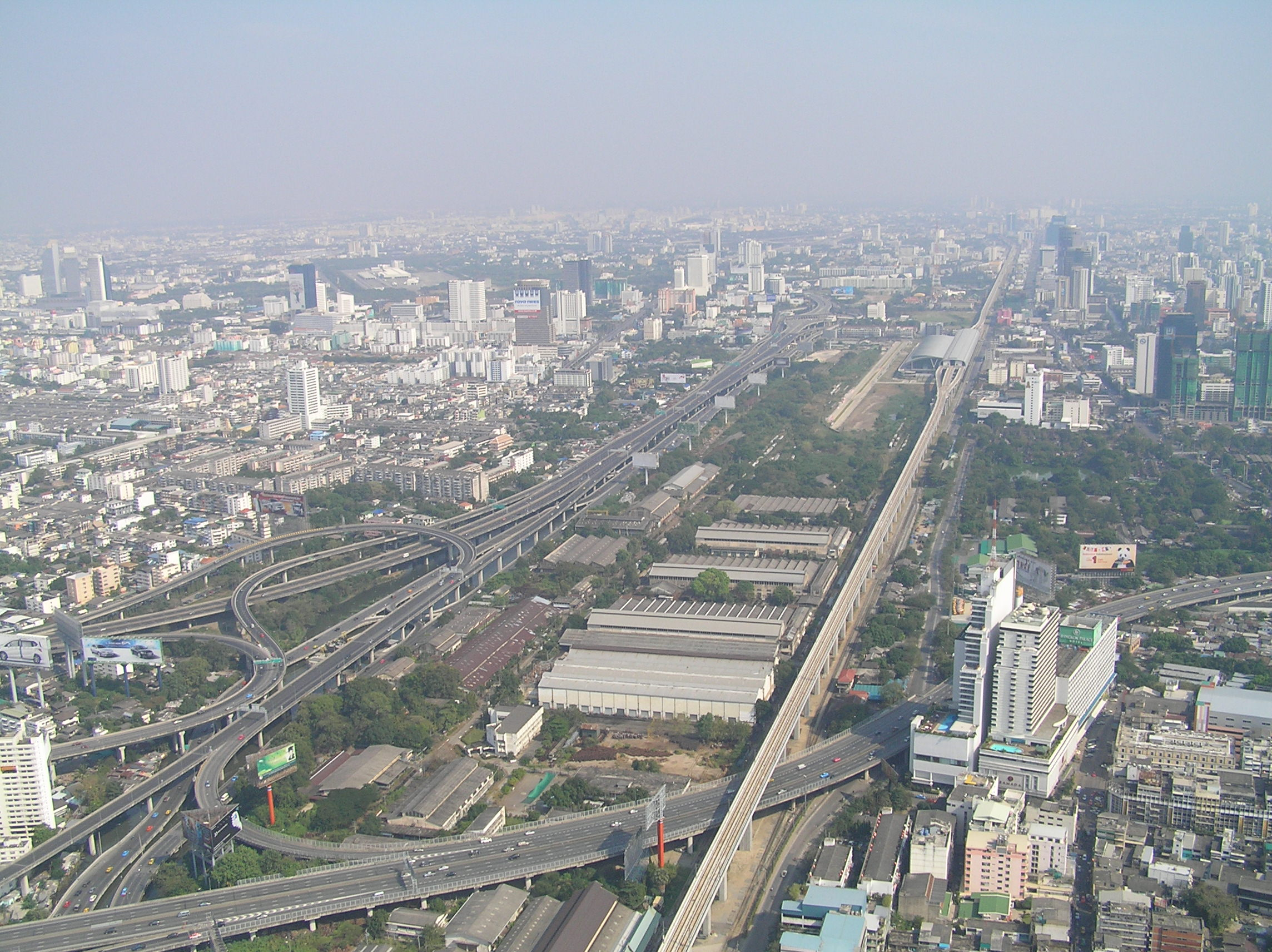
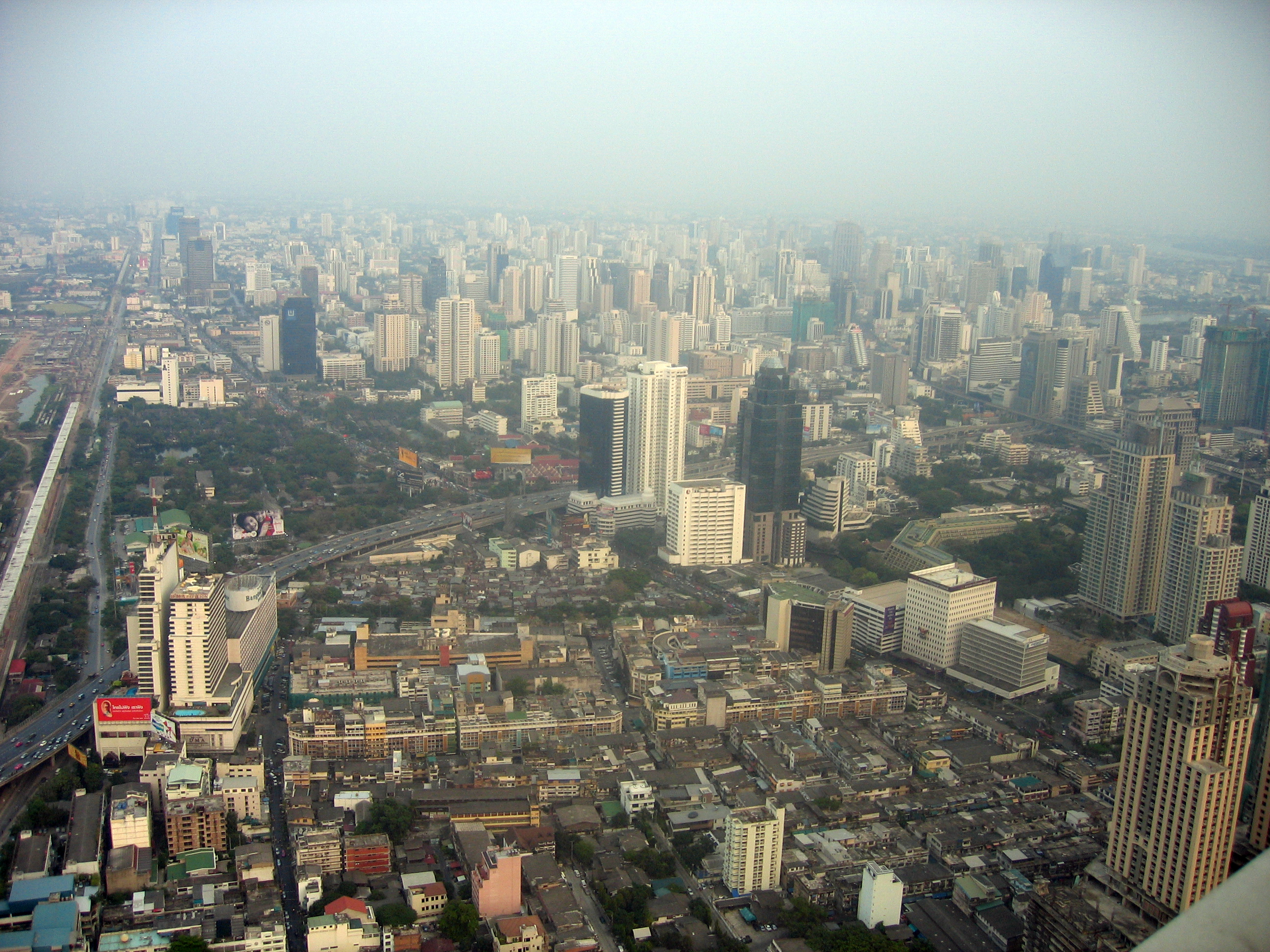
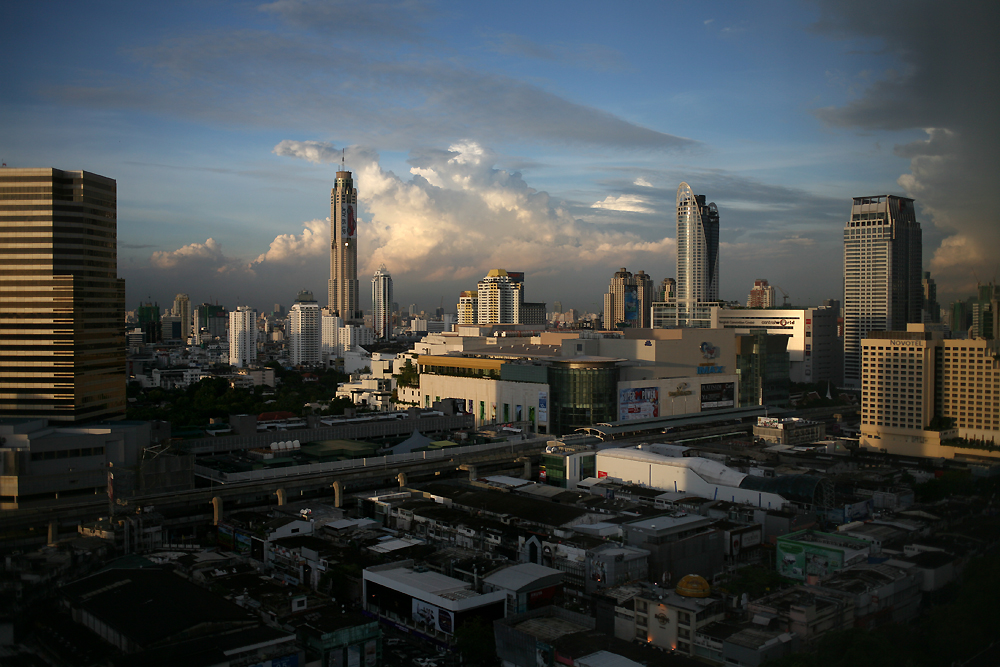
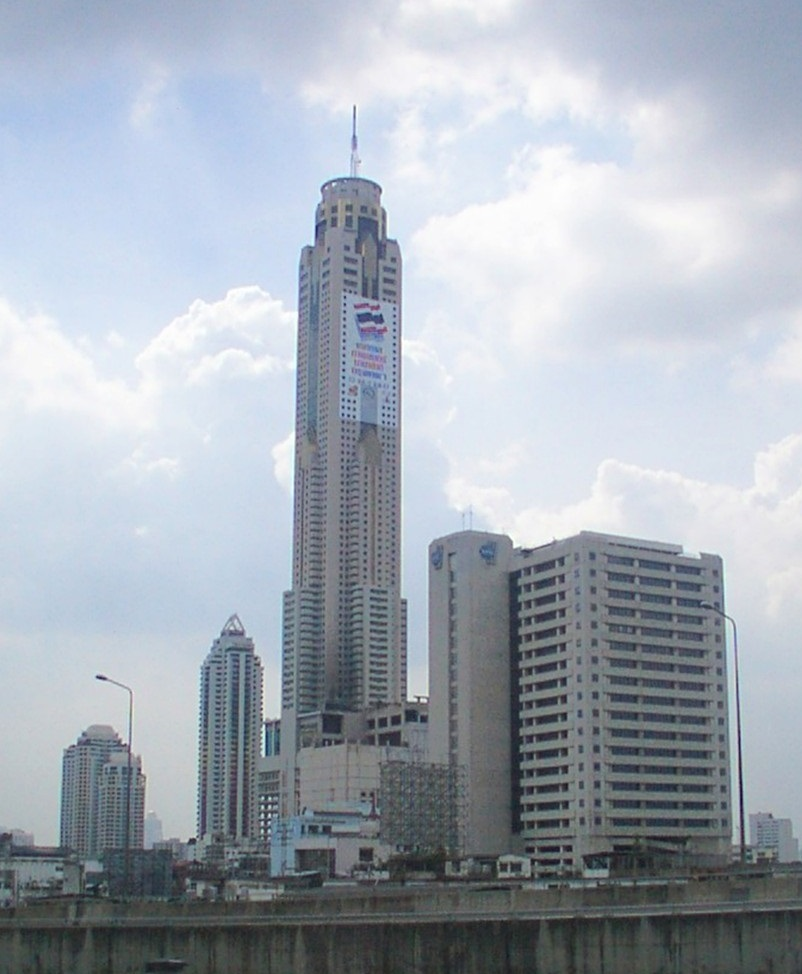